# 富士講
富士講（ふじこう）、浅間講（せんげんこう）

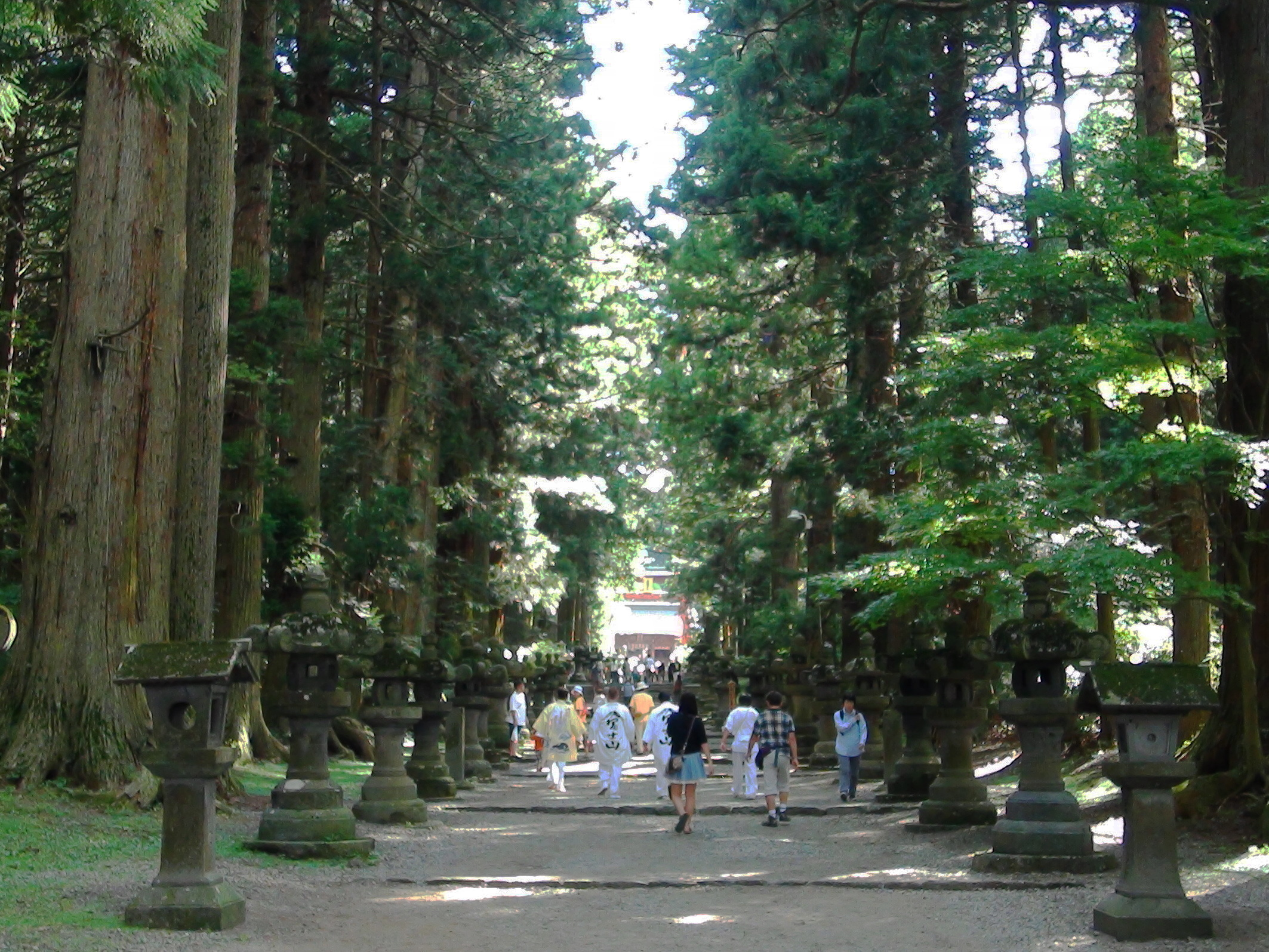
北口本宮富士浅間神社の参道を行く富士講の講員たち

1. （狭義）江戸時代に成立した民衆信仰のひとつで[1]、特に江戸を中心とした関東で流行した、角行の系譜を汲むものをいう。講社に留まらず、その宗教体系・宗教運動全般を指すことも多い。「富士講」と言うと通常はこちらを指している。
2. （広義）富士山とその神霊への信仰を行うための講社全般。

## 概要
富士講の活動は、定期的に行われる「オガミ（拝み）」とよばれる行事と富士登山（富士詣）から成っている。オガミにおいて、彼らは勤行教典「オツタエ（お伝え）」を読み、「オガミダンス（拝み箪笥）」とよばれる組み立て式の祭壇を用いて「オタキアゲ（お焚き上げ）」をする。
また信仰の拠りどころとして石や土を盛って富士山の神を祀った富士塚（自然の山を代用することもある）を築いた例もある（詳細は富士塚の記事を参照）。

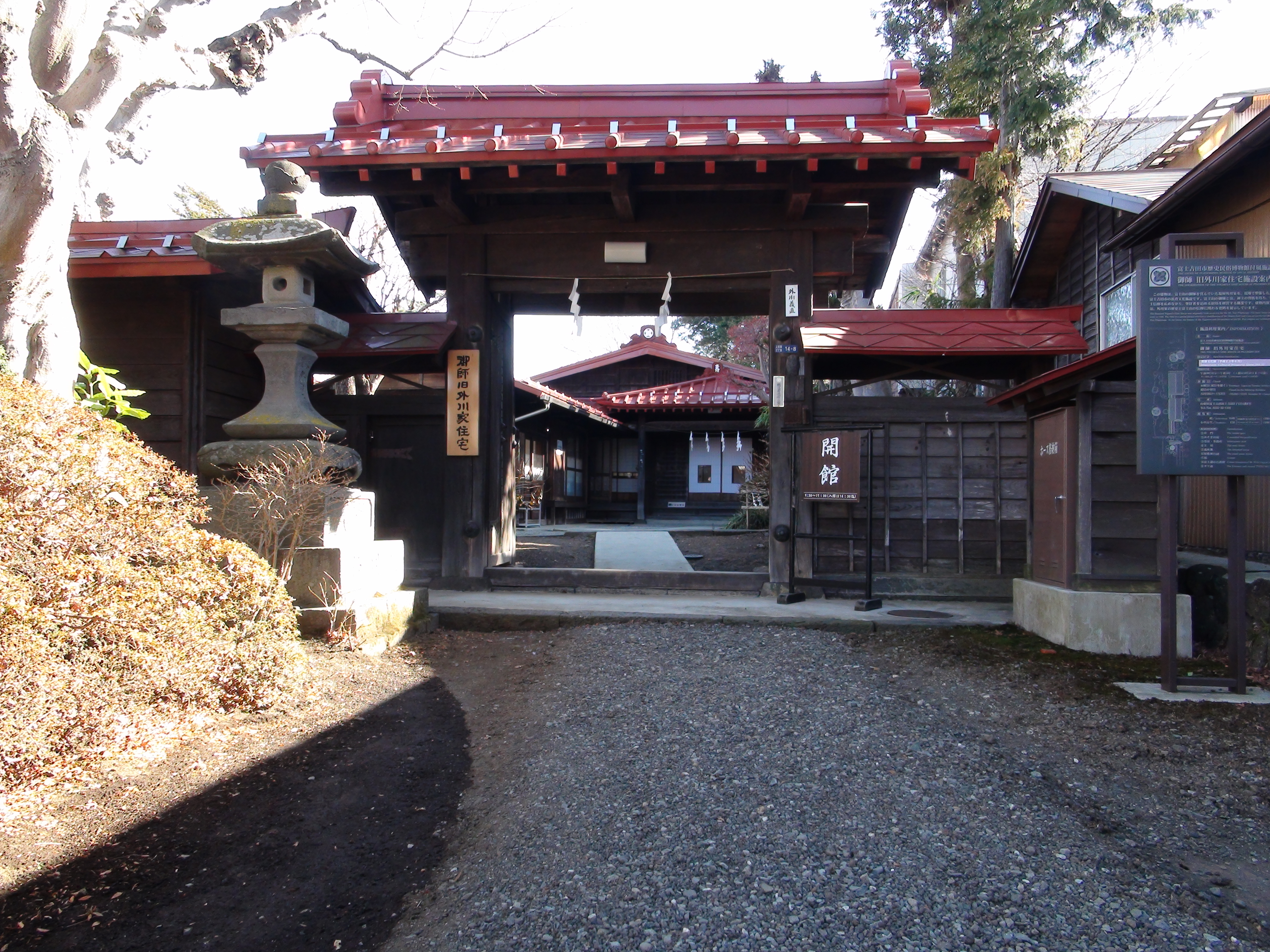
富士講の御師（おし）の家の代表的な建物。

御師（おし）は、角行が説いた信仰の指導者であり、同時に、富士講の講員に富士登山時の宿泊所を提供する役目を荷っている人である。閉山期には御師は江戸などの富士講をまわり、教えを説いた。夏になり富士の開山の時期となると、河口や吉田などにある御師の家に富士講の講員らが続々とやってくるので、宿を提供し、登山道についての情報や登山に必要な食料や装備も提供するなど、様々な世話をした。
なお、狭義の「富士講」は江戸時代においては、吉田の御師による活動のみを指しており、吉田以外の川口・須走・須山などの御師の活動や導者との師檀関係は「富士講」には含まれず、かつそちらの方が一般的な形態であったとする指摘もある。
上記とは別に、修験道に由来する富士信仰の講集団も富士講（浅間講）と名乗っている。中部・近畿地方に分布しているが、実態は上記のものと大きく異なり、初夏に水辺で行われる水行（富士垢離）を特徴とする。また、富士山への登山も行うが大峰山への登山を隔年で交互で行うなど、関東のものには見られない行動をとる。

## 歴史

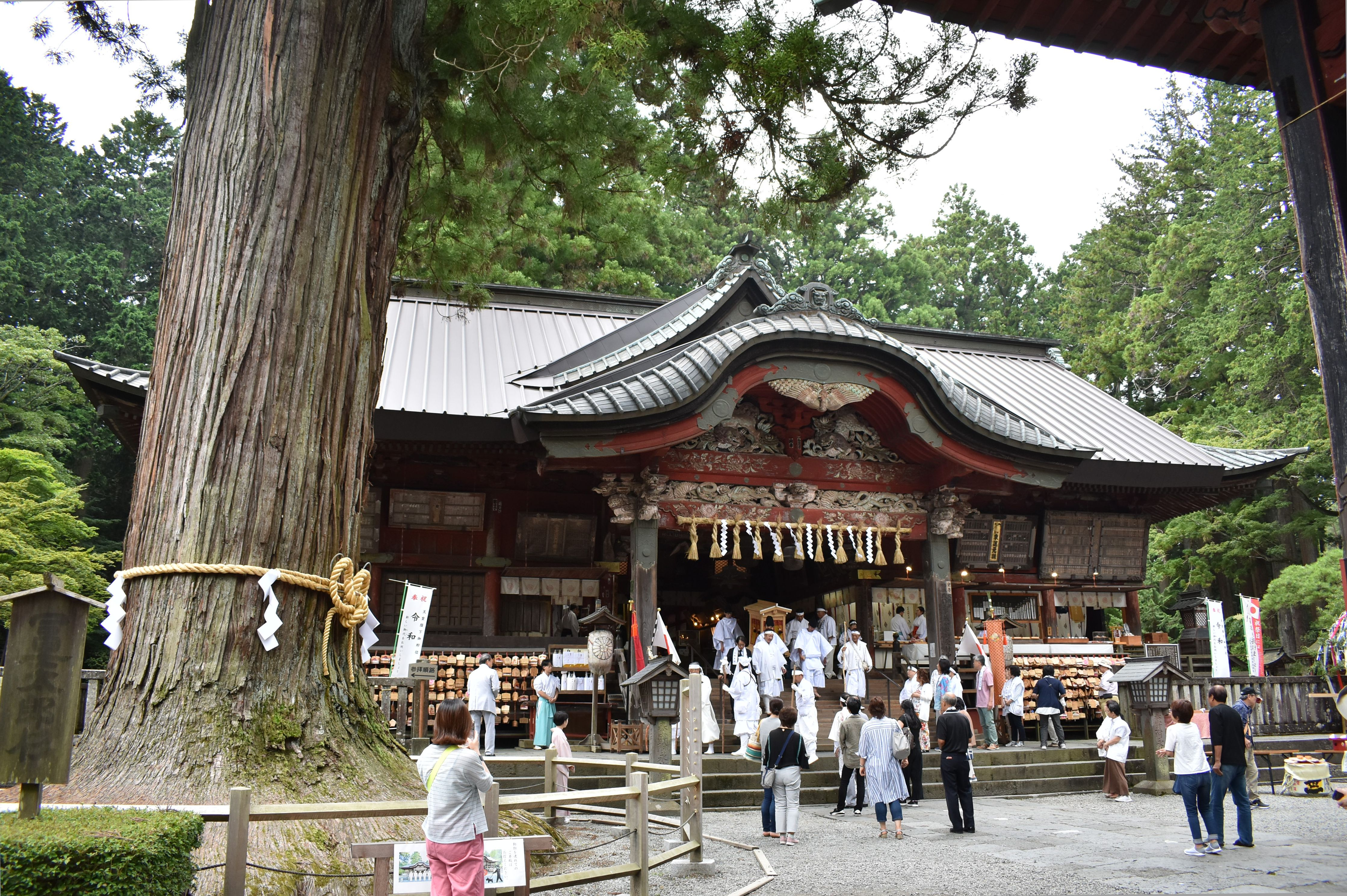
北口本宮冨士浅間神社

狭義の富士講は、戦国時代から江戸時代初期に富士山麓の人穴（静岡県富士宮市）で修行した角行藤仏という行者によって創唱された富士信仰の一派に由来する。のちに旺心（赤葉庄佐衛門）らが初の講社を組み、以下の3つを掟とした。
1. 良き事をすれば良し、悪しき事をすれば悪し。
2. 稼げは福貴にして、病なく命長し。
3. 怠ければ貧になり病あり、命短し。

享保期以降、村上光清や食行身禄によって発展した。村上は主に大名や上層階級から支持され、家業を真面目に勤めることが救いとなると説く食行は江戸庶民から熱狂的に支持された。
身禄は角行から五代目（立場によっては六代目とする）の弟子で、富士山中において入定したことを機に、遺された弟子たちが江戸を中心に富士講を広めた。角行の信仰は既存の宗教勢力に属さないもので、食行身禄没後に作られた講集団も単独の宗教勢力であった。

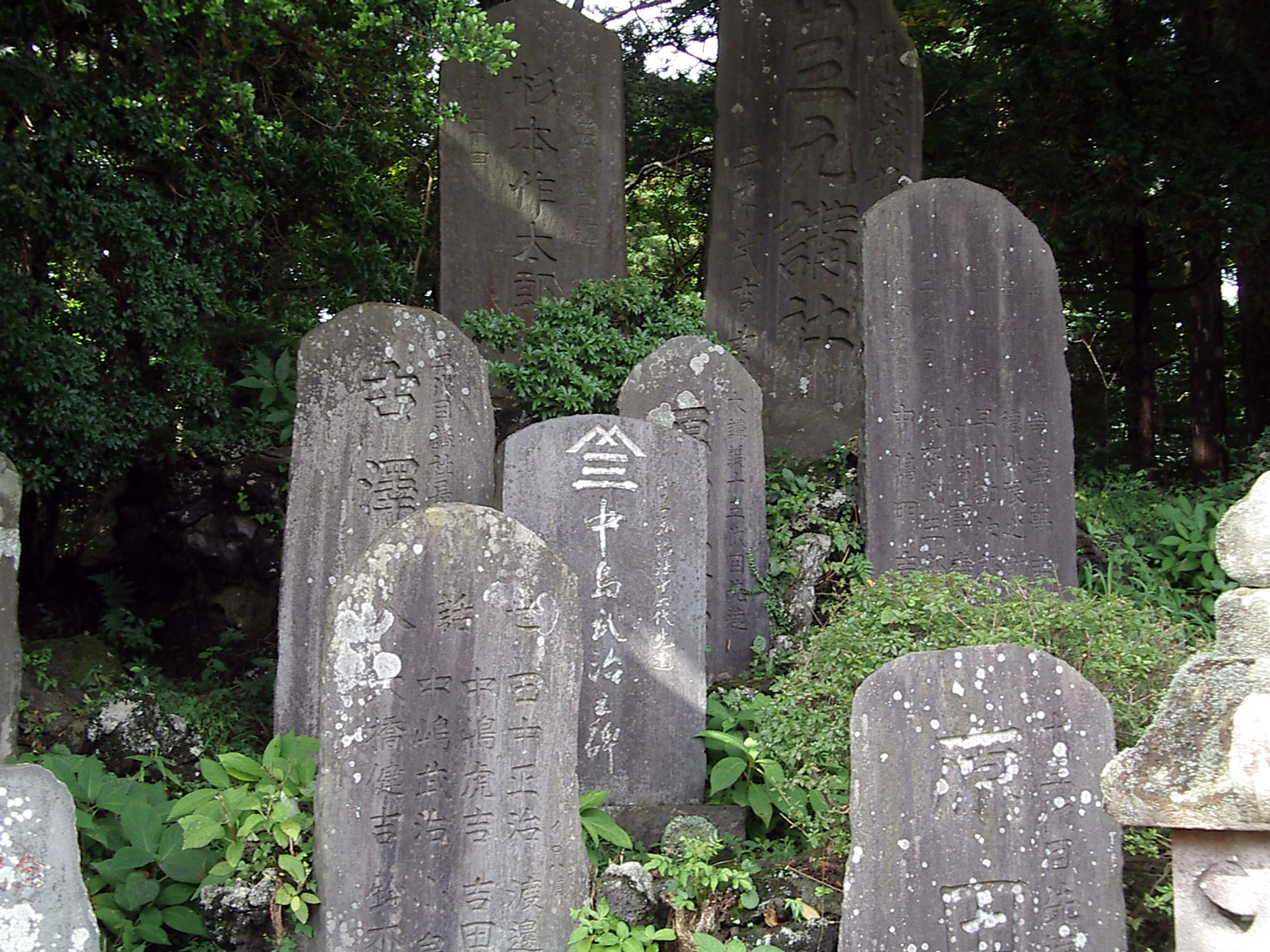
東口本宮冨士浅間神社（静岡県小山町須走）にある富士講の記念碑群。もともとは江戸・麻布の富士塚に富士登山を記念して建てられていたものである。（講の解散時に須走へと移された。）

一般に地域社会や村落共同体の代参講としての性格を持っており、富士山への各登山口には御師の集落がつくられ、関東を中心に各地に布教活動を行い、富士山へ多くの参拝者を引きつけた。特に宝永の大噴火以降復旧に時間がかかった大宮口や須山口は、江戸・関東からの多くの参拝者でにぎわった。最盛期では、吉田口には御師の屋敷が百軒近く軒を連ねていたほどであったのである。数多くの講社があり、江戸時代後期には「江戸八百八講、講中八万人」と言われるほどであった。
富士講は、江戸幕府からはその宗教政策上好ましくないと見なされしばしば禁じられたが、死者が出るほどの厳しい弾圧は受けなかった。
しかし、明治以後、神道勢力からの弾圧が非常に激しくなった。その結果、やむなく
富士講のその一部は教派神道と化し、食行の流れを汲む不二道による実行教、苦行者だった伊藤六郎兵衛による丸山教、更に平田門下にして富士信仰の諸勢力を結集して国家神道に動員しようとした宍野半による扶桑教などが生まれた。
明治以後、特に戦後、富士山やその周辺が観光地化され、登山自体がレジャーと認識されるようになり、気軽に富士登山をできるようになると、登山の動機を信仰に求めていた富士講は大きく衰退した。例えば、人穴富士講遺跡も碑塔の建設は1964年以降は行われていない。
冨士講は衰退し講員の数はめっきり減り、東京の街中などで講員が活動する姿を見ることはまず無くなったが、現在でも富士山に行けば富士講講員らが巡礼する姿を見ることができる。
2006年（平成18年）現在、十数講が活動し、3軒の御師の家（宿坊）がそれを受入れている。
富士講の御師の、旧外川家住宅、小佐野家住宅は、それぞれ世界遺産富士山-信仰の対象と芸術の源泉の構成資産であり、国の重要文化財に指定されている。富士講の御師の、上文司家住宅、原家住宅は、それぞれ国の「登録有形文化財（建造物）」に登録されている。

## 富士山登拝と富士講碑奉納
富士講にとって聖地は富士山であり、巡礼として富士山登拝を繰り返す。講派によって日数や作法は違うが、事前に一定の期間身を清めてから登山に臨む。

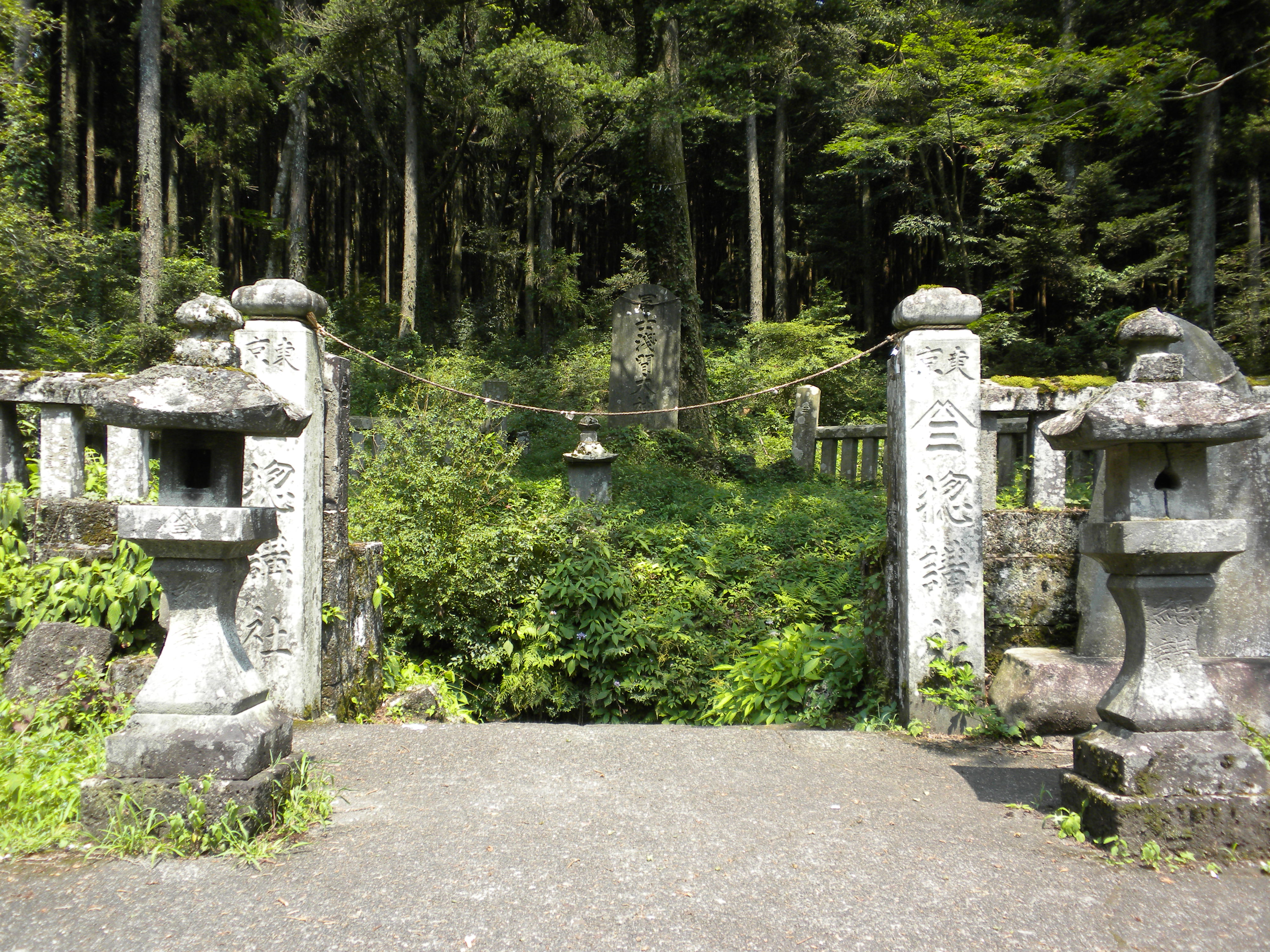
人穴（ひとあな）

角行修行の地である人穴は聖地とされており、講員らが訪れる。人穴に隣接する人穴浅間神社は主祭神を角行としている。さかんに碑塔の建立されたので、現在も約230基の碑塔群が残っている。現在は「人穴富士講遺跡」として知られている。

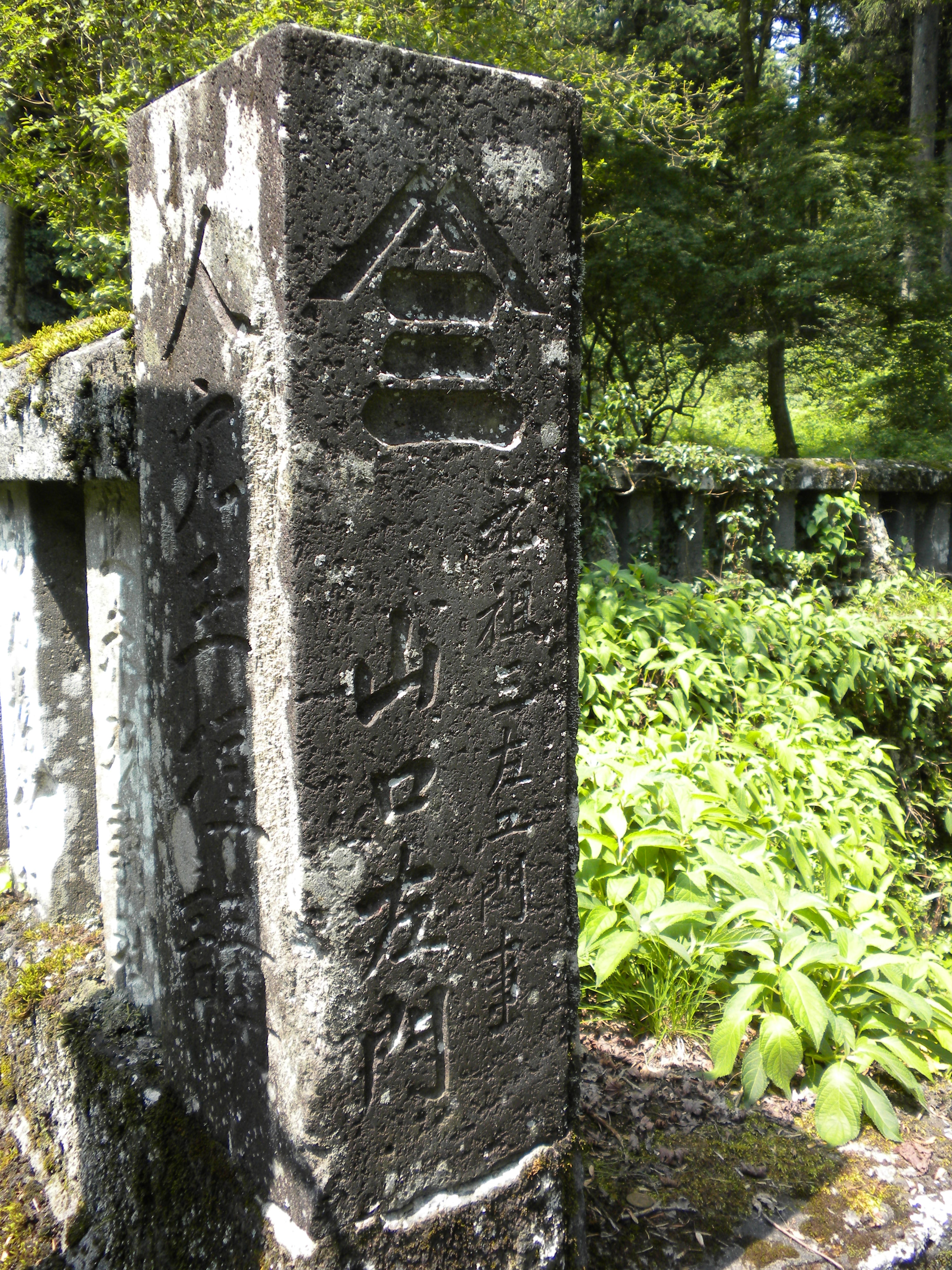
富士講碑にみられる「ヤマサン」の笠印（人穴富士講遺跡）

富士講信者には「富士講碑」という記念碑を奉納する文化が存在した。（なお、この碑の特徴として「笠印」というマークの刻印が挙げられる。この笠印は講社により異なり、「マルサン」や「ヤマサン」などの種類がある。）

## 巡礼

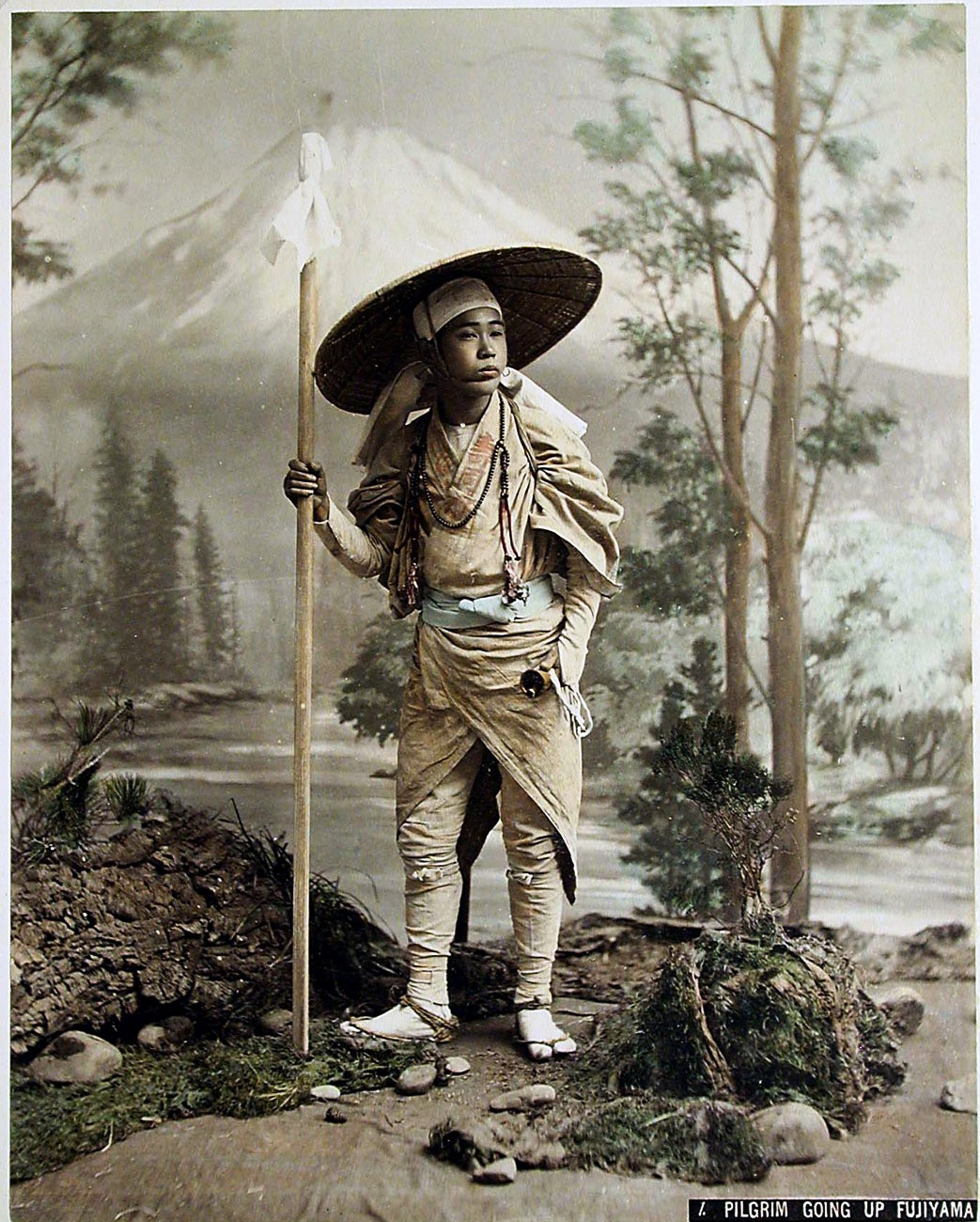
富士山巡礼者。日下部金兵衛撮影。1880年。

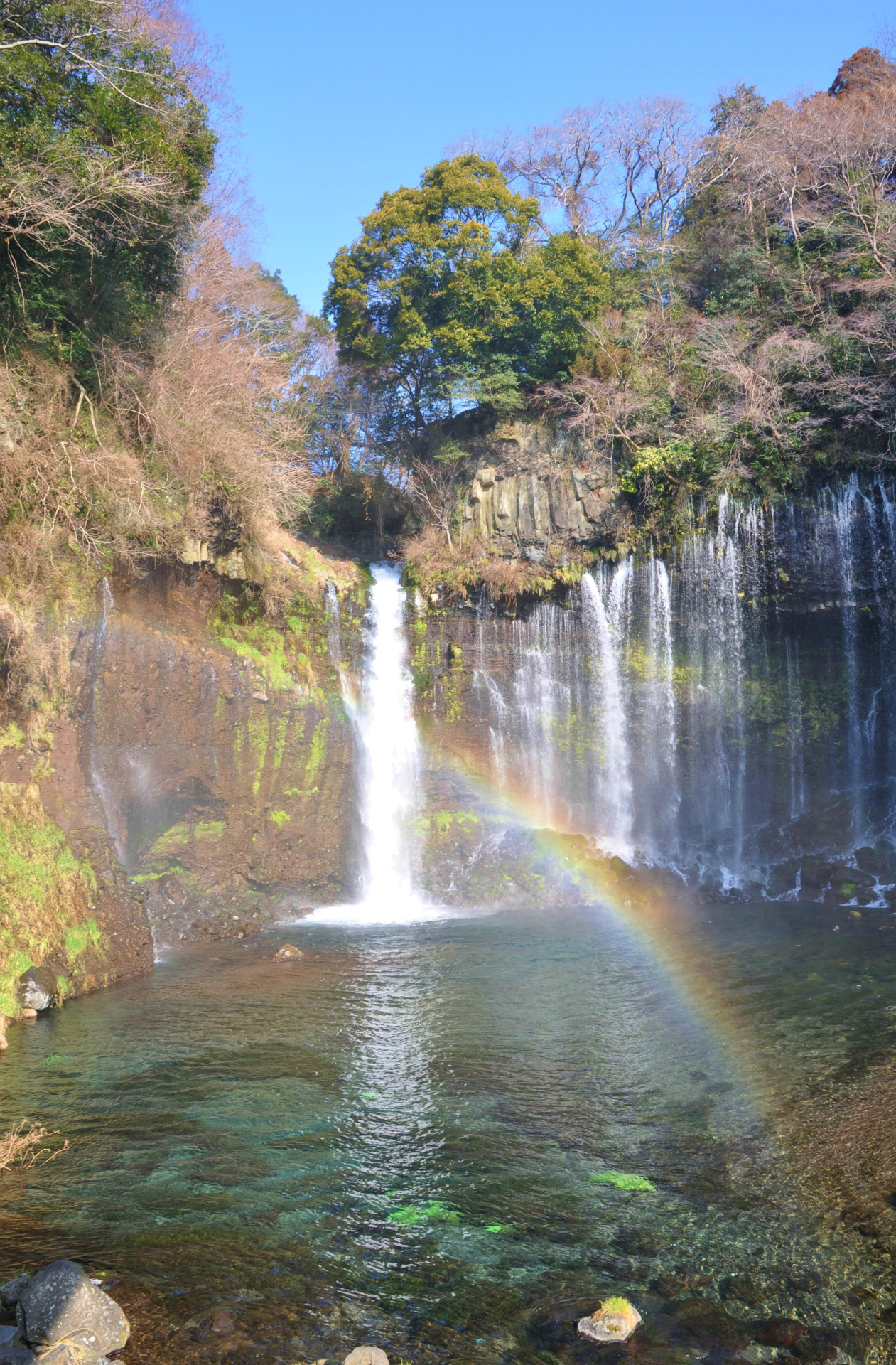
白糸の滝

富士講信者は富士山の登拝だけでなく、富士五湖や白糸の滝などの巡礼地で、巡礼や水行などの修行を行っていた。また忍野八海や洞穴（船津胎内樹型や吉田胎内樹型など）も霊場・巡礼地となっていた。

### 富士八海
富士八海と総称された巡礼地があり、富士山周辺の霊場を中心に構成される内八海と、関東～近畿地方に広がる外八海に分けることができる。内八海は富士五湖の各五湖と明見湖（あすみのうみ、富士吉田市）、四尾連湖（志比礼湖、しびれのうみ、市川三郷町）、泉端（泉水湖、せんづのうみ、富士吉田市）が近世富士講の巡礼地であった。しかしそれより以前は、泉端ではなく須戸湖（沼津市・富士市）を含めて「富士八海」とされていた。
外八海は二見海（二見浦、三重県）、竹生島（琵琶湖、滋賀県）、諏訪湖（長野県）、榛名湖（群馬県）、日光湖（中禅寺湖、栃木県）、佐倉湖（桜ヶ池、静岡県）、鹿島湖（霞ヶ浦・茨城県）、箱根湖（芦ノ湖、神奈川県）である。

## 主な指導者一覧
- 開祖 角行（長谷川角行、藤原角行東覚）
- 二世 黒野日行日玵（日旺・日玥とも、黒野運平）
- 三世 赤葉澰行玵心（旺心・玥心とも、赤葉庄左衛門）
- 四世 前野月玵（月旺・月玥とも、前野理兵衛）
- 五世 村上月心（村上七左衛門）

### 光清派（富士御法家）
正統派、村上派とも。もとは村上講と呼ばれたが、のちに富士御法家という呼称になった。枝講を認めなかったため、昭和に入って衰退し東京では断絶した。光清派の後継を名乗る宗教としては冨士教がある。
- 六世 村上光清（村上三郎右衛門）
- 七世 光照
- 八世 照永
- 九世 照旺
- 十世 照清
- 十一世 政徳
- 十三世 光旺
- 十四世 旺清
- 十五世 清腥
- 十六代 妙清
- 十七代 善道（断絶）→冨士教へ

### 身禄派
月行の師に二説があるため、四世月玵を数える場合と数えない場合がある。
- 四世（五世） 森月行劊忡（三世玵心あるいは四世月玵弟子）
- 五世（六世） 伊藤食行身禄（伊藤伊兵衛）

食行身禄は枝講を認めたため、多数の講に分裂した。中でも三女である一行花の系統が主流となった。現在は実行教、扶桑教、丸山教という宗教としても集結しているが、当時の形を残す複数の講も残っている。
丸鳩講→不二道
- 六世 伊藤花子一行（伊藤花（お花）、食行身禄三女、小笠原権九郎夫人）
- 七世 伊藤参行六王（花形浪江、お花の弟子のち養子）
- 八世 小谷禄行三志（小谷三志、丸鳩講→不二道開祖）
  - 九世 小谷六行三子（小谷庄兵衛、不二道孝心講開祖）
  - 九世 徳大寺参行三息（大徳寺行雄、神道実行講開祖）→実行教へ

一山講
- 琢心一我（小泉文六郎、食行身禄弟子、食行身禄長女お梅の奉公先の隣人）
- 日行八我（一山講開祖）→扶桑教へ